# Gare de Palézieux
La gare de Palézieux est une gare ferroviaire située sur le territoire de la commune suisse d'Oron, dans le canton de Vaud. C'est l'une des quatre gares de la commune.

## Situation ferroviaire
La gare de Palézieux, au carrefour de plusieurs lignes, est située au point kilométrique 20,6 de la ligne de Lausanne à Berne, et aux points kilométriques 0 de la ligne de Palézieux à Lyss et de la ligne métrique de Palézieux à Montbovon via Bulle, à 669 mètres d'altitude.
La gare comprend ainsi deux parties, l'une pour les Chemins de fer fédéraux suisses et l'autre pour la ligne à voie métrique des Transports publics fribourgeois en direction de Bulle. À noter que c'est la seule gare du réseau des Transports publics fribourgeois qui se trouve dans le canton de Vaud. 
Elle dispose de deux quais dont un central et un latéral, permettant l'arrêt des trains des lignes à écartement normal en gare sur trois voies. Sur la partie de la gare dédiée à la voie métrique vers Bulle, on trouve un quai central permettant l'arrêt des trains en gare sur deux voies.

## Histoire
La gare de Palézieux a été mise en service en même temps que la ligne de Lausanne à Berne, en 1862. Avant la création de la commune d'Oron le 1er janvier 2012, la commune de Palézieux avait deux gares situées dans ses deux principales localités, à savoir Palézieux-Village et Palézieux-Gare. La gare de Palézieux-Village est située sur la ligne de Palézieux à Lyss (aussi appelée ligne de la Broye longitudinale) des chemins de fer fédéraux suisses, qui rejoint la ligne principale de Lausanne à Berne, quelques centaines de mètres au nord de la gare de Palézieux.
Depuis le 15 janvier 2022, un train spécial baptisé « VosAlpes Express », a été mis en place afin d'assurer certains week-ends d'hiver, jusqu'au 27 mars 2022, un aller-retour par jour de Fribourg au Châble. L'aller est direct tandis que le retour circule au départ de la gare de Bex, en correspondance avec le train « Verbier Express » en provenance du Châble,,. Ces deux trains desservent la gare de Palézieux.

## Service des voyageurs

### Accueil
Gare des CFF et des TPF, elle est dotée d'un bâtiment voyageurs abritant un guichet de vente de titres de transports. Il y a également un parking-relais de 183 places.
La gare est entièrement accessible aux personnes à mobilité réduite.

### Desserte

#### Trains grandes lignes
Parmi tous les trains grandes lignes circulant sur la ligne Lausanne – Berne, seuls les InterRegio 15 (reliant Genève-Aéroport à Lucerne) marquent l'arrêt en gare de Palézieux chaque heure : Genève-Aéroport – Genève-Cornavin – Nyon – Morges – Lausanne – Palézieux – Romont – Fribourg – Berne – Zofingue – Sursee – Lucerne.
Depuis le 15 janvier 2021, la gare de Palézieux est desservie certains week-ends d'hiver par un train direct baptisé « VosAlpes Express » reliant Fribourg au Châble.

#### RER Vaud
La gare fait partie du réseau RER Vaud, assurant des liaisons rapides à fréquence élevée dans l'ensemble du canton de Vaud. Palézieux est desservie par les lignes R8 et R9 qui relient Allaman à Payerne et jusqu'à Morat pour la R9. 
Depuis l'horaire 2025, la ligne R7 reliant Vevey à Puidoux est prolongée jusqu'à Palézieux.

#### RER Fribourg
La gare fait également partie du réseau RER Fribourg, assurant des liaisons rapides à fréquence élevée dans l'ensemble du canton de Fribourg.
La gare est desservie par les lignes :
- S40 et S41 vers Fribourg et Lausanne dans chaque sens chaque demi-heure.
- S50 et S51 vers Montbovon et Gruyères en alternance chaque demi-heure.

### Intermodalité
Palézieux est desservie en même temps par le réseau régional de CarPostal ainsi que par les VMCV pour le canton de Vaud, et par les Transports publics fribourgeois en direction du canton de Fribourg. Les voyageurs peuvent ainsi emprunter les lignes CarPostal : 381, en direction de Forel et Cully ; 382, en direction de Puidoux, Chexbres-Village et Cully ; 385, reliant Servion à la Rogivue via Châtillens ;  389, en direction d'Oron-la-Ville ; et 450, en direction de la gare de la Verrerie. La ligne 217 des VMCV permet de rejoindre Vevey via Attalens et Jongny. En outre, la gare est desservie par les lignes des Transports publics fribourgeois (TPF) : 472, reliant Romont à Palézieux ; 473, reliant Palézieux à Vauderens et Romont ; 481, reliant Palézieux à Attalens ; ainsi que les lignes nocturnes N23, reliant Bulle à Palézieux via Châtel-Saint-Denis et N24,  via Ursy.